# Peperomia vitilevuensis
Peperomia vitilevuensis är en pepparväxtart som beskrevs av Truman George Yuncker. Peperomia vitilevuensis ingår i släktet peperomior, och familjen pepparväxter. Inga underarter finns listade i Catalogue of Life.